# Nazionale femminile di calcio del Vietnam
La nazionale di calcio femminile del Vietnam è la rappresentativa calcistica femminile del Vietnam, gestita dalla locale federazione calcistica (VFF).
In base alla classifica emessa dalla FIFA il 15 marzo 2024, la nazionale femminile occupa il 37º posto del FIFA/Coca-Cola Women's World Ranking.
Come membro dell'Asian Football Confederation (AFC), partecipa a vari tornei di calcio internazionali, come al Campionato mondiale FIFA, alla Coppa d'Asia, ai Giochi olimpici estivi e ai tornei a invito come l'Algarve Cup o la Cyprus Cup.
Ha vinto il Campionato sud-est asiatico femminile di calcio 2006 ed i XXI Giochi del Sud-est asiatico, XXII Giochi del Sud-est asiatico, XXIII Giochi del Sud-est asiatico e XXV Giochi del Sud-est asiatico.
Nel 2022 è riuscita per la prima volta a qualificarsi per l'edizione 2023 del campionato mondiale.

## Partecipazioni ai tornei internazionali

### Campionato mondiale
- 1991: Non partecipante
- 1995: Non partecipante
- 1999: Non partecipante
- 2003: Non qualificata
- 2007: Non qualificata
- 2011: Non qualificata
- 2015: Non qualificata
- 2019: Non qualificata
- 2023: Fase a gironi

## Coppa d'Asia
- 1975: non partecipante
- 1977: non partecipante
- 1979: non partecipante
- 1981: non partecipante
- 1983: non partecipante
- 1986: non partecipante
- 1989: non partecipante
- 1991: non partecipante
- 1993: non partecipante
- 1995: non partecipante
- 1997: non partecipante
- 1999: fase a gironi
- 2001: fase a gironi
- 2003: fase a gironi
- 2006: fase a gironi
- 2008: fase a gironi
- 2010: fase a gironi
- 2014: 6º posto
- 2018: fase a gironi
- 2022: quarti di finale
- 2026: Qualificata

## Ranking
Di seguito l'andamento nel ranking FIFA.
- Luglio 2003 : 43
- Agosto 2003 : 43 (→)
- Ottobre 2003 : 43 (→)
- Dicembre 2003 : 42 (↑)
- Marzo 2004 : 42 (→)
- Giugno 2004 : 42 (→)
- Agosto 2004 : 43 (↓)
- Dicembre 2004 : 43 (→)
- Marzo 2005 : 43 (→)
- Giugno 2005 : 42 (↑)
- Settembre 2005 : 43 (↓)
- Dicembre 2005 : 36 (↑)
- Marzo 2006 : 36 (→)
- Maggio 2006 : 35 (↑)
- Settembre 2006 : 31 (↑)
- Dicembre 2006 : 36 (↓)
- Marzo 2007 : 37 (↓)
- Giugno 2007 : 38 (↓)
- Ottobre 2007 : 39 (↓)
- Dicembre 2007 : 36 (↑)

- Marzo 2008 : 37 (↓)
- Giugno 2008 : 32 (↑)
- Settembre 2008 : 32 (→)
- Dicembre 2008 : 30 (↑)
- Marzo 2009 : 30 (→)
- Giugno 2009 : 30 (→)
- Settembre 2009 : 31 (↓)
- Dicembre 2009 : 32 (↓)
- Marzo 2010 : 32 (→)
- Maggio 2010 : 32 (→)
- Agosto 2010 : 31 (↑)
- November 2010 : 34 (↓)
- Marzo 2011 : 32 (↑)
- Luglio 2011 : 32 (→)
- Settembre 2011 : 31 (↑)
- Dicembre 2011 : 31 (→)

- Marzo 2012 : 30 (↑)
- Maggio 2012: 30 (→)
- Agosto 2012 : 31 (↓)
- Dicembre 2012: 30 (↑)
- Marzo 2013 : 30 (→)
- Giugno 2013: 28 (↑)
- Agosto 2013: 28 (→)
- Dicembre 2013: 28 (→)
- Marzo 2014: 28 (→)
- Giugno 2014: 33 (↓)
- Settembre 2014: 34 (↓)
- Dicembre 2014: 34 (↔)
- Marzo 2015: 34 (↔)
- Luglio 2015: 35 (↓)
- Settembre 2015: 33 (↑)
- Dicembre 2015: 29 (↑)
- Marzo 2016: 35 (↓)
- Giugno 2016: 34 (↑)
- Dicembre 2016: 32 (↑)
- Marzo 2017: 33 (↓)

## Tutte le rose

### Campionato mondiale
Coppa del Mondo FIFA 20231 Đào Thị Kiều Oanh, 2 Lương Thị Thu Thương, 3 Chương Thị Kiều, 4 Trần Thị Thu, 5 Hoàng Thị Loan, 6 Trần Thị Thúy Nga, 7 Nguyễn Thị Tuyết Dung, 8 Trần Thị Thùy Trang, 9 Huỳnh Như, 10 Trần Thị Hải Linh, 11 Thái Thị Thảo, 12 Phạm Hải Yến, 13 Lê Thị Diễm My, 14 Trần Thị Kim Thanh, 15 Nguyễn Thị Thúy Hằng, 16 Dương Thị Vân, 17 Trần Thị Thu Thảo, 18 Vũ Thị Hoa, 19 Nguyễn Thị Thanh Nhã, 20 Khổng Thị Hằng, 21 Ngân Thị Vạn Sự, 22 Nguyễn Thị Mỹ Anh, 23 Nguyễn Thị Bích Thùy, CT: Mai Đức Chung

## Rosa
Lista delle 23 giocatrici convocate dal selezionatore Mai Đức Chung per il campionato mondiale 2023 in programma dal 20 luglio al 20 agosto 2023. Presenze e reti al momento delle convocazioni.
| N. | Pos. | Giocatore             | Data nascita (età)          | Pres. | Reti | Squadra           |
| -- | ---- | --------------------- | --------------------------- | ----- | ---- | ----------------- |
| 1  | P    | Đào Thị Kiều Oanh     | 25 gennaio 2003 (20 anni)   | 0     | 0    | Hanoi             |
| 2  | D    | Lương Thị Thu Thương  | 1º maggio 2000 (23 anni)    | 20    | 0    | Than KSVN         |
| 3  | D    | Chương Thị Kiều       | 19 agosto 1995 (27 anni)    | 45    | 5    | Ho Chi Minh City  |
| 4  | D    | Trần Thị Thu          | 15 gennaio 1991 (32 anni)   | 31    | 2    | Ho Chi Minh City  |
| 5  | D    | Hoàng Thị Loan        | 6 febbraio 1995 (28 anni)   | 40    | 2    | Hanoi             |
| 6  | D    | Trần Thị Thúy Nga     | 2 novembre 1994 (28 anni)   | 4     | 0    | Thai Nguyen T&T   |
| 7  | C    | Nguyễn Thị Tuyết Dung | 13 dicembre 1993 (29 anni)  | 78    | 54   | Phong Phu Ha Nam  |
| 8  | C    | Trần Thị Thùy Trang   | 8 agosto 1988 (34 anni)     | 51    | 7    | Ho Chi Minh City  |
| 9  | A    | Huỳnh Như             | 28 novembre 1991 (31 anni)  | 72    | 67   | Länk Vilaverdense |
| 10 | D    | Trần Thị Hải Linh     | 8 giugno 2001 (22 anni)     | 10    | 0    | Hanoi             |
| 11 | C    | Thái Thị Thảo         | 12 febbraio 1995 (28 anni)  | 42    | 12   | Hanoi             |
| 12 | A    | Phạm Hải Yến          | 9 novembre 1994 (28 anni)   | 68    | 39   | Hanoi             |
| 13 | D    | Lê Thị Diễm My        | 6 marzo 1994 (29 anni)      | 11    | 0    | Than KSVN         |
| 14 | P    | Trần Thị Kim Thanh    | 18 settembre 1993 (29 anni) | 46    | 0    | Ho Chi Minh City  |
| 15 | A    | Nguyễn Thị Thúy Hằng  | 4 marzo 2000 (23 anni)      | 15    | 5    | Than KSVN         |
| 16 | C    | Dương Thị Vân         | 20 dicembre 1994 (28 anni)  | 68    | 14   | Than KSVN         |
| 17 | D    | Trần Thị Thu Thảo     | 15 gennaio 1993 (30 anni)   | 43    | 3    | Ho Chi Minh City  |
| 18 | A    | Vũ Thị Hoa            | 6 novembre 2003 (19 anni)   | 5     | 0    | Hanoi             |
| 19 | C    | Nguyễn Thị Thanh Nhã  | 25 settembre 2001 (21 anni) | 27    | 7    | Hanoi             |
| 20 | P    | Khổng Thị Hằng        | 10 ottobre 1993 (29 anni)   | 29    | 0    | Than KSVN         |
| 21 | C    | Ngân Thị Vạn Sự       | 29 aprile 2001 (22 anni)    | 23    | 5    | Hanoi             |
| 22 | D    | Nguyễn Thị Mỹ Anh     | 27 novembre 1994 (28 anni)  | 12    | 0    | Thai Nguyen T&T   |
| 23 | C    | Nguyễn Thị Bích Thùy  | 1º maggio 1994 (29 anni)    | 49    | 13   | Ho Chi Minh City  |